# Wang Zhiwei
Wang Zhiwei (chiń. upr. 王智伟; pinyin Wáng Zhìwěi; ur. 18 lipca 1988 r. w Yangquan) – chiński strzelec sportowy, brązowy medalista olimpijski.
Specjalizuje się w strzelaniu w pistoletu. Jest brązowym medalistą igrzysk olimpijskich w Londynie z 2012 roku w pistolecie dowolnym na dystansie 50 metrów.
W 2003 roku wstąpił do szkoły sportowej w rodzinnym mieście, Yangquan, i zaczął trenować strzelectwo. W reprezentacji zadebiutował siedem lat później.

## Igrzyska olimpijskie
| Igrzyska | Miejscowość    | Konkurencja            | Kwalifikacje | Kwalifikacje | Finał | Finał   |
| Igrzyska | Miejscowość    | Konkurencja            | Wynik        | Pozycja      | Wynik | Pozycja |
| -------- | -------------- | ---------------------- | ------------ | ------------ | ----- | ------- |
| IO 2012  | Londyn         | Pistolet dowolny, 50 m | 566          | 2. Q         | 658,6 | brąz    |
| IO 2016  | Rio de Janeiro | Pistolet dowolny, 50 m | 556          | 8. Q         | 129,4 | 5.      |